# San Rafael Arriba
San Rafael Arriba è un distretto della Costa Rica facente parte del cantone di Desamparados, nella provincia di San José.
San Rafael Arriba comprende 11 rioni (barrios):
- Alpino
- Arco Iris
- Bambú
- Berlay
- Guaria
- Huaso
- Juncales
- Lajas
- Macarena
- Maiquetía
- Méndez